# Réseau Jove
Le réseau Jove est un réseau de renseignement de la Résistance intérieure française pendant la Seconde Guerre mondiale.

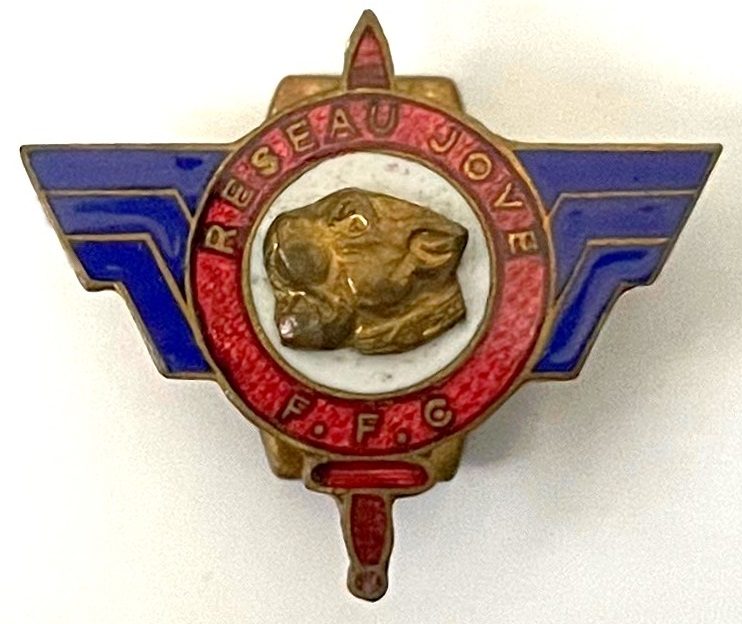
Insigne du réseau Jove

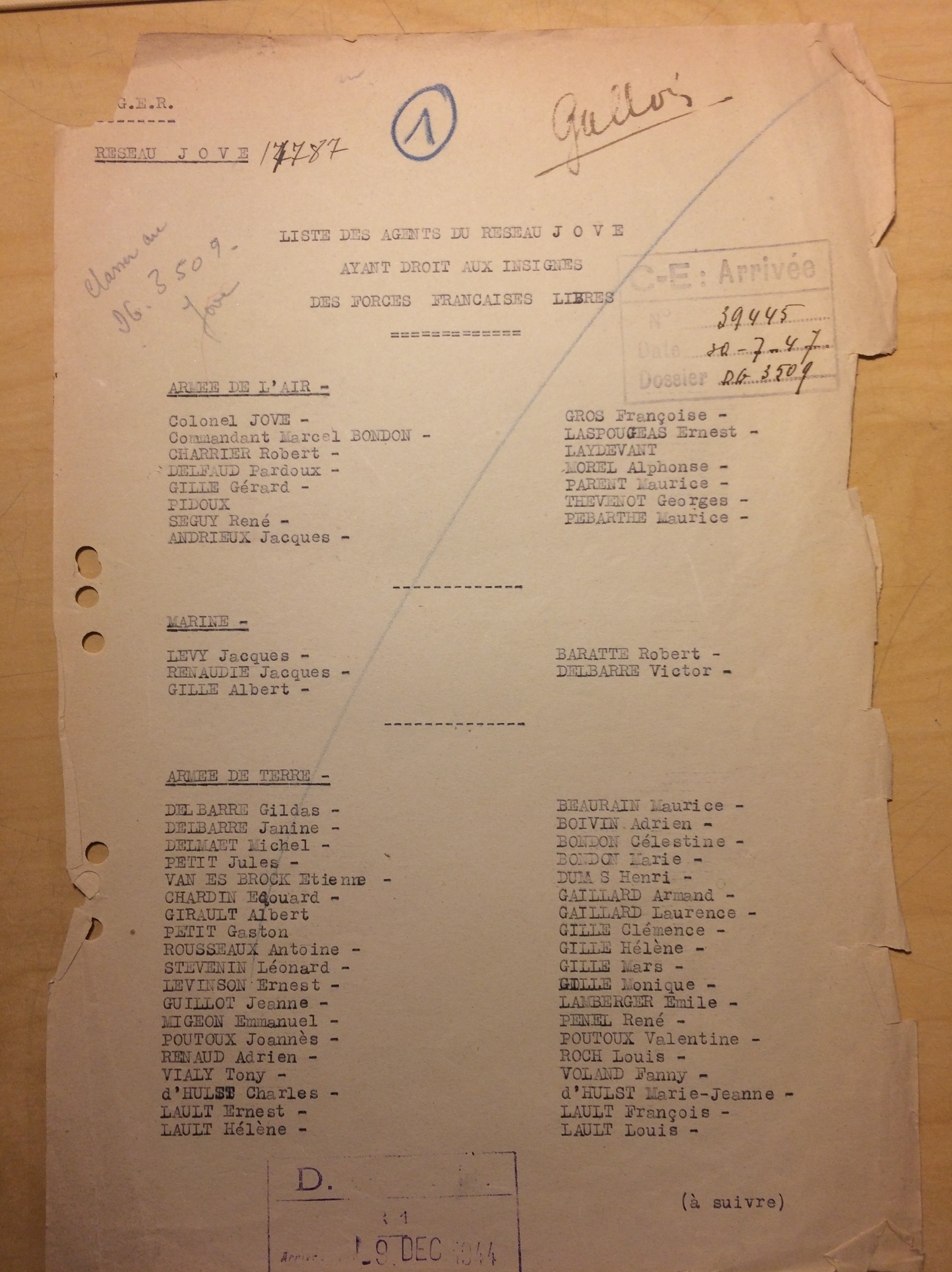
Membres FFI du réseau Jove page 1

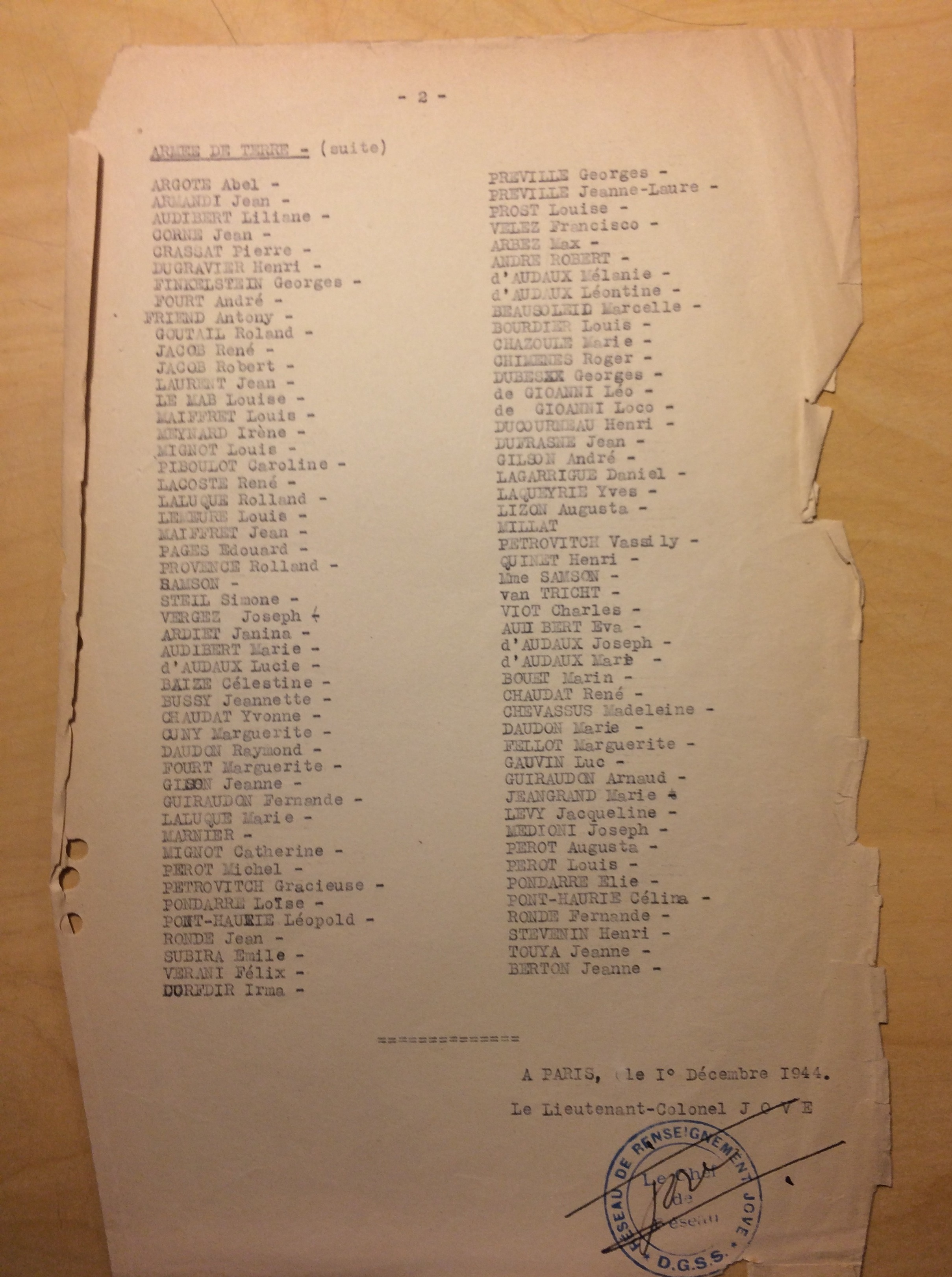
Membres FFI du réseau Jove page 2

## Historique
Le réseau Jove s'est constitué dès novembre 1940 à partir de son antenne bordelaise, rattaché aux Forces Françaises Combattantes, et à l’Intelligence Service également connue sous la dénomination de MI6. Il a compté plusieurs centaines d'agents.
Son créateur fut André Giovetti, (dont le pseudo était Colonel Jove ou M. Jean).
La liste des membres du réseau Jove ayant droit aux insignes des Forces Françaises Libres se trouve au ministère des armées, dans le Fort de Vincennes,,.
André Giovetti installe à Limoges une antenne du réseau Jove au début de l'année 1942. René Ségui l'y rejoint.
Le réseau subit de grands dommages lorsque ses dirigeants sont arrêtés en avril 1942. Les responsables arrêtés sont Robert et René Jacob, Marcel Royer, Pierre Crassat. Le démantèlement du réseau se poursuit en mai. Les principaux dirigeants sont exécutés en juillet suivant.
Les arrestations, les déportations et la mort ont touché un grand nombre des effectifs du réseau Jove.

## Personnalités
Parmi les membres du réseau Jove, on compte notamment : 

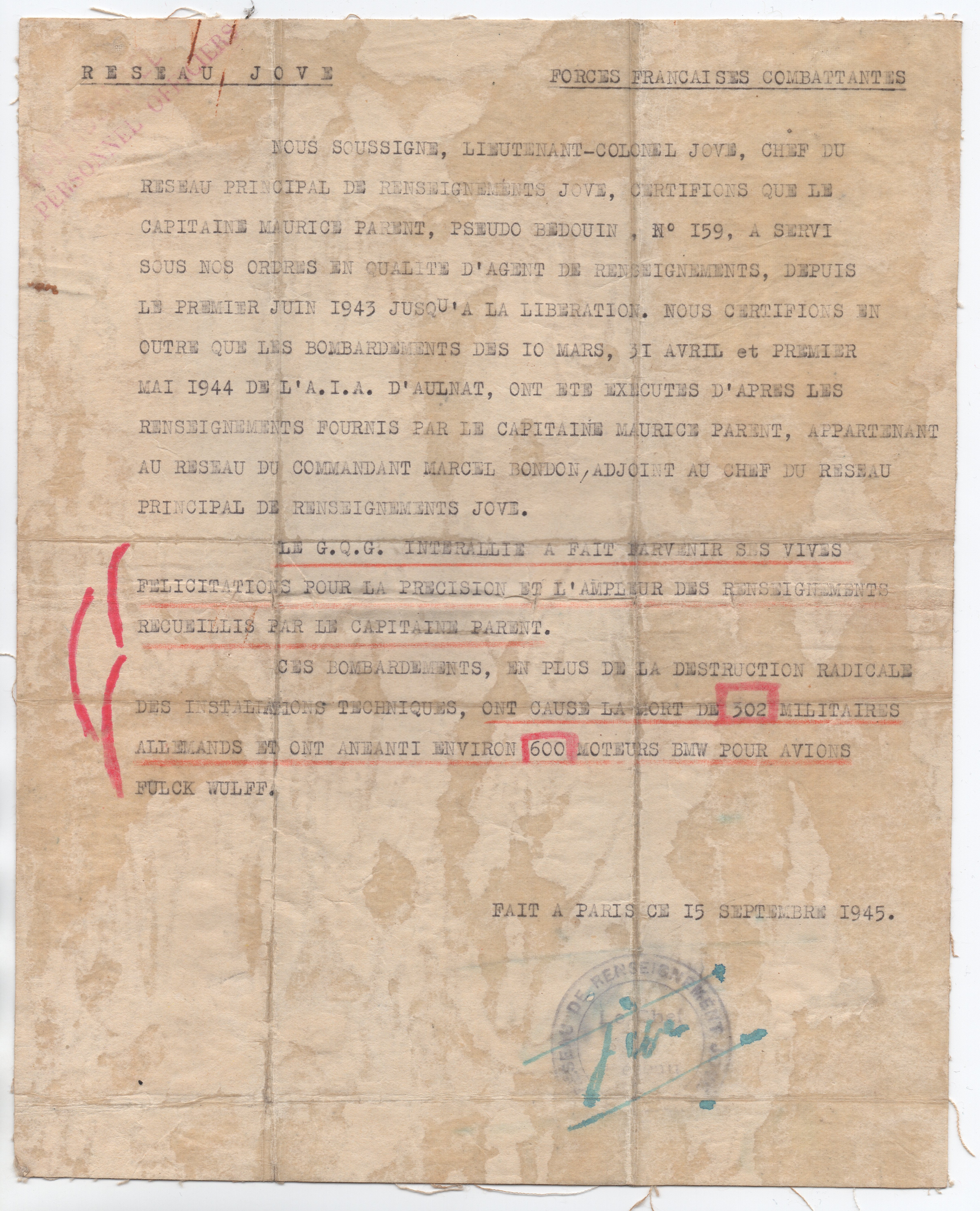
Certificat réseau Jove / Maurice Parent

- L'abbé François Boursier[10], fusillé à Saint-Genis-Laval en août 1944, prêtre catholique, musicien et résistant français.
- Pierrette Vincelot, Juste parmi les nations.
- Marie Bartette[11], également membre de l'OCM, déportée à Ravensbrück, puis à Dachau.
- Jean Gouailhardou, chef militaire du Camp Didier, fusillé le 13 juin 1944.
- René Tallet[12],[13]
- René Jacob[14],[15]
- Robert Jacob[14],[16]
- Yves Leger[17],[18]
- Maurice Blanchard[19]
- Maurice Parent[20]
- André Fourt[21]
- Pierre Crassat[22]